# 투표소

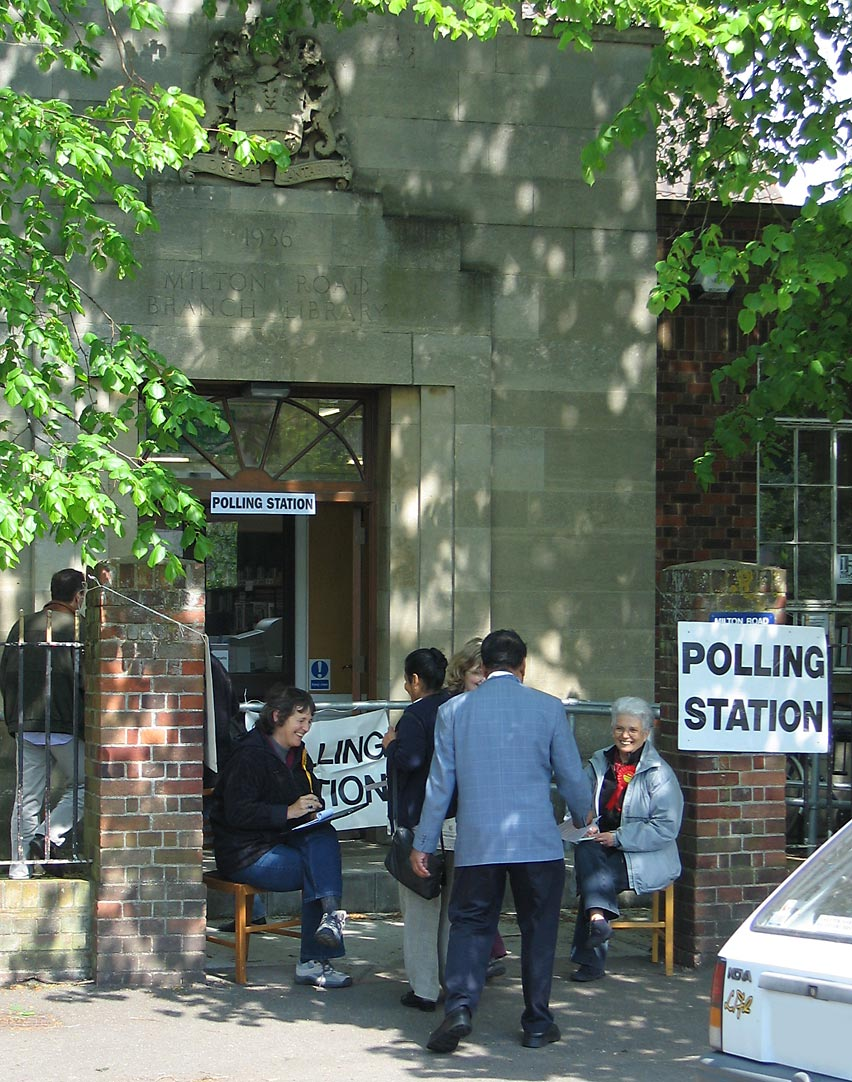
2005년 영국 총선 케임브리지 북부 도서관 내 투표소

투표소(投票所, 영어: polling place, polling station)는 투표를 하는 장소이다. 일반적으로 대통령선거, 국회의원선거, 지방선거 등 공직선거에서 유권자들이 투표하는 장소를 뜻한다. 대한민국에서는 일반적으로 읍,면,동마다 인구수에 따라 1~5개의 투표소가 설치되며 유권자들은 주민등록상 주소지관할 투표소에서만 투표할 수 있다. 또한 학교, 교회 등 민간의 시설을 반영구적으로 임대하여 투표소로 사용하고 있다.

## 같이 보기
- 투표함
- 정치 유세
- 전자 투표